# De nygifte og tenoren på første sal
De nygifte og tenoren på første sal er en amerikansk stumfilm fra 1920 af Lloyd Ingraham.

## Medvirkende
- Carter DeHaven som Signor Monti
- Flora Parker DeHaven som Blanche Hawkins
- Helen Raymond som Signora Monti
- William Desmond som Harry Hawkins
- Katherine Lewis som Amanda Tate
- William Irving som Andrew Larkin
- Lottie Williams som Nora
- Jack Carlyle